# Quadrangles de Ganymède
Pour les articles homonymes, voir Quadrangle (homonymie).

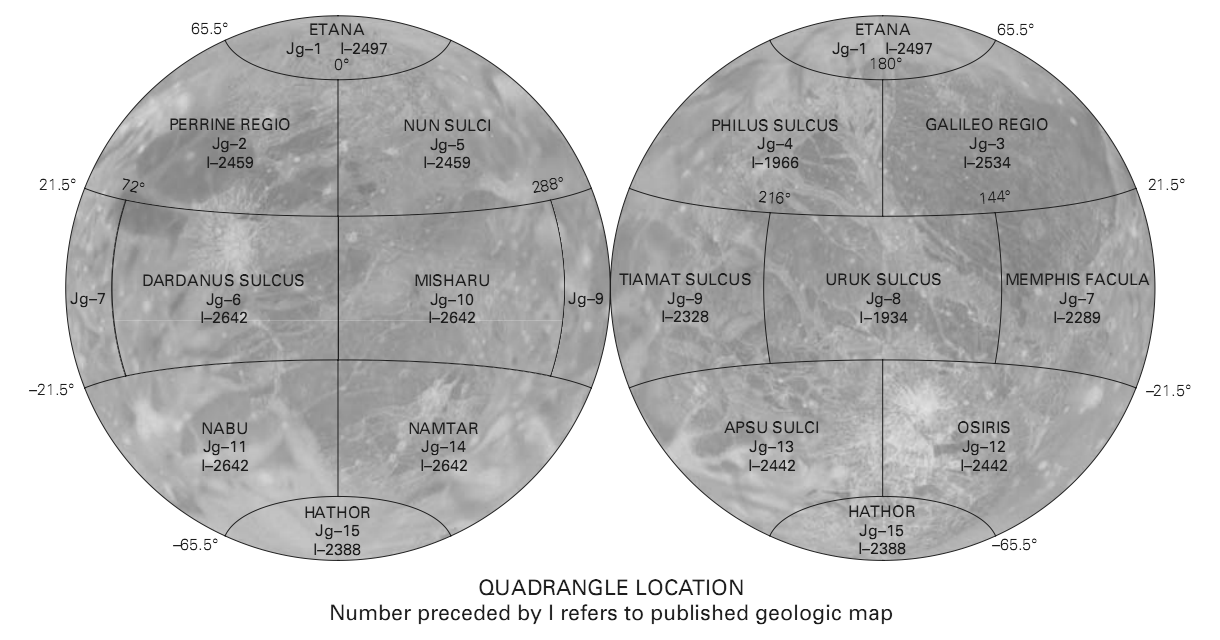
Disposition des quadrangles sur Ganymede

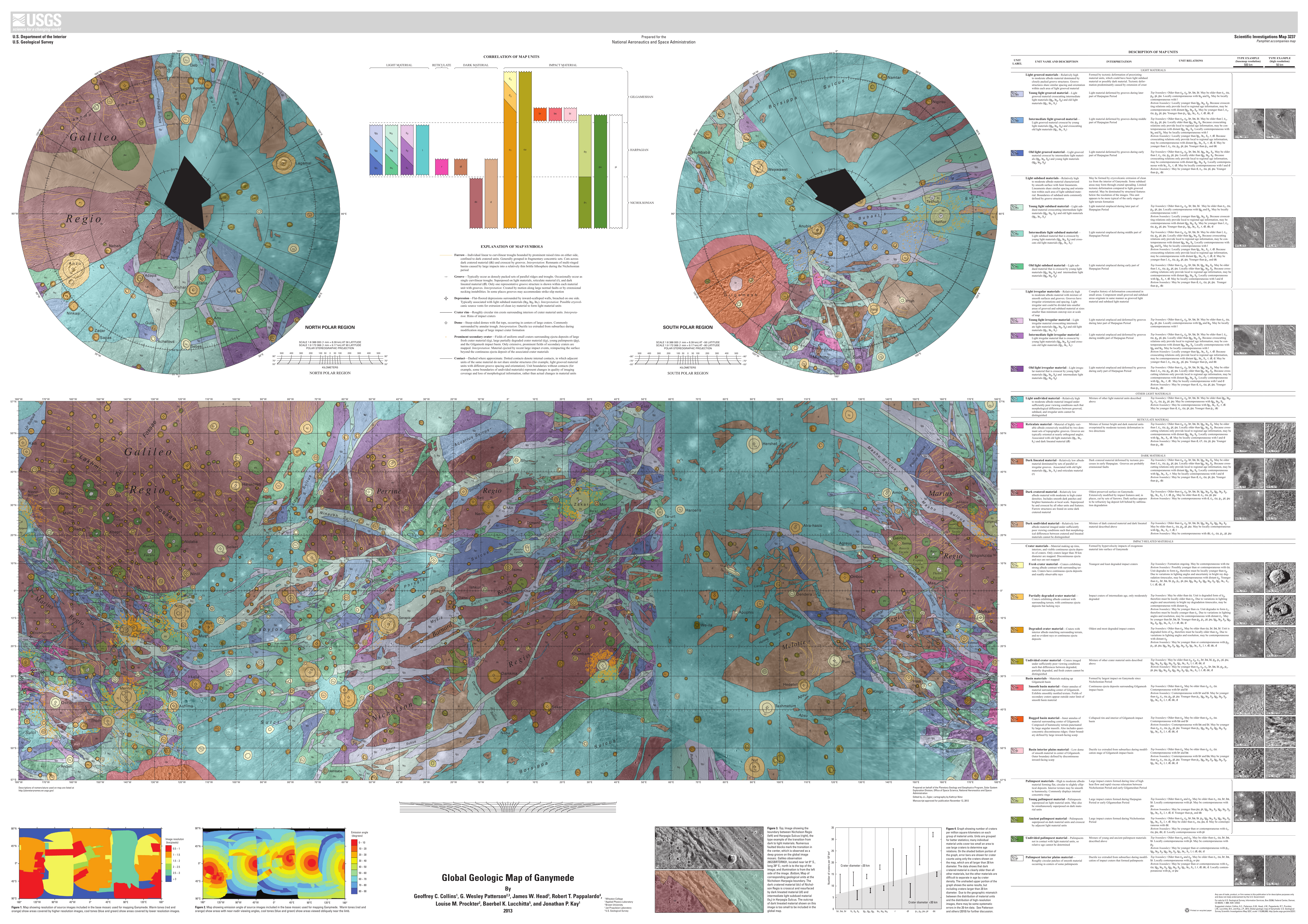
Carte géologique de Ganymède (11 février 2014).

Ganymede a été divisé en 15 quadrangles.
| Name            | Number | Latitude      | Longitude    |
| --------------- | ------ | ------------- | ------------ |
| Etana           | Jg1    | 65 à 90° N    | 0 à 360° W   |
| Perrine Regio   | Jg2    | 21 à 66° N    | 0 à 90° W    |
| Galileo Regio   | Jg3    | 21 à 66° N    | 90 à 180° W  |
| Philus Sulcus   | Jg4    | 21 à 66° N    | 180 à 270° W |
| Nun Sulci       | Jg5    | 21 à 66° N    | 270 à 360° W |
| Dardanus Sulcus | Jg6    | 22° N à 22° S | 0 à 72° W    |
| Memphis Facula  | Jg7    | 22° N à 22° S | 72 à 144° W  |
| Uruk Sulcus     | Jg8    | 22° N à 22° S | 144 à 216° W |
| Tiamat Sulcus   | Jg9    | 22° N à 22° S | 216 à 288° W |
| Misharu         | Jg10   | 22° N à 22° S | 288 à 360° W |
| Nabu            | Jg11   | 21 à 66° S    | 0 à 90° W    |
| Osiris          | Jg12   | 21 à 66° S    | 90 à 180° W  |
| Apsu Sulci      | Jg13   | 21 à 66° S    | 180 à 270° W |
| Namtar          | Jg14   | 21 à 66° S    | 270 à 360° W |
| Hathor          | Jg15   | 65 à 90° S    | 0 à 360° W   |